# Provodov-Šonov
Provodov-Šonov là một làng thuộc huyện Náchod, vùng Královéhradecký, Cộng hòa Séc.